# Sentier de la mer du Nord
Le sentier de la mer du Nord (anglais : North Sea Trail) est un sentier de grande randonnée transnational de longue distance qui longe la côte de la mer du Nord. L'itinéraire traverse sept pays et 26 zones partenaires. L'objectif du projet est de promouvoir le tourisme durable et de maintenir vivant le patrimoine culturel commun des pays de la mer du Nord. Le sentier a une longueur totale théorique d'environ 4 900 km et envisage les 6 000, mais jusqu'à présent, seuls 3 700 km ont été aménagés.

## Histoire
Proposée à l'origine par le comté de Hordaland en Norvège, l'idée d'un sentier qui relierait les communautés autour de la mer du Nord a été reprise par l'Union européenne qui lui a accordé un financement de 7,5 millions d'euros en 2003 par le programme Interreg IIIB pour la mer du Nord, ainsi que par le programme NAVE Nortail : The North Sea Coastal Path en 2006. La Norvège, qui n'est pas membre de l'UE, est un partenaire.
Le projet est aujourd'hui en sommeil.

## Parcours
Le sentier commence au nord de la Grande-Bretagne, en Écosse, et s'étend sur toute la côte est. Le sentier continue le long des côtes néerlandaises et allemandes jusqu'au Danemark. Le sentier continue sur la côte ouest de la Suède, du Kattegat au Skagerrak. Le sentier s'étend ensuite le long de la côte norvégienne.
Seuls les Pays-Bas et le Danemark offrent un itinéraire réellement développé. En Allemagne, le sentier est en grande partie inconnu et non balisé. Sur certains courts tronçons, le sentier de la mer du Nord est identique au sentier européen de grande randonnée E9. Sur certains tronçons, le sentier de la mer du Nord est identique à la véloroute EuroVelo 12. 

## Pays membres et collectivités territoriales partenaires
- Angleterre : Northumberland, parc national des North York Moors
- Allemagne : Karrharde (en)
- Danemark : Djursland, Thy (district) (en), Jutland du Nord, Seeland
- Écosse : Aberdeen, Aberdeenshire, East Lothian, Fife, Moray Firth
- Norvège : comté de Sogn og Fjordane, comté de Hordaland, comté de Rogaland, comté de Vest-Agder,  comté de Møre og Romsdal, comté d’Østfold
- Pays-Bas : Frise, Zélande, Hollande-Méridionale, Hollande-Septentrionale, Groningue, comté de Vestfold
- Suède : Götaland, Halland, Scanie

## Associations et programmes soutenant le projet
- Through Coast Alive
- NORTRAIL

## Autres sentiers utilisés
- Royaume-Uni
  - Cleveland Way (en)
  - John Muir Way (en)[5]
  - Northumberland Coast Path (en)
- Pays-Bas
  - Deltapad (nl)
  - Friese Kustpad (nl)
  - Hollands Kustpad (nl)
  - Wad- en Wierdenpad (nl)
- Allemagne
  - Sentier du Jade
- Suède
  - Skåneleden

## Galerie

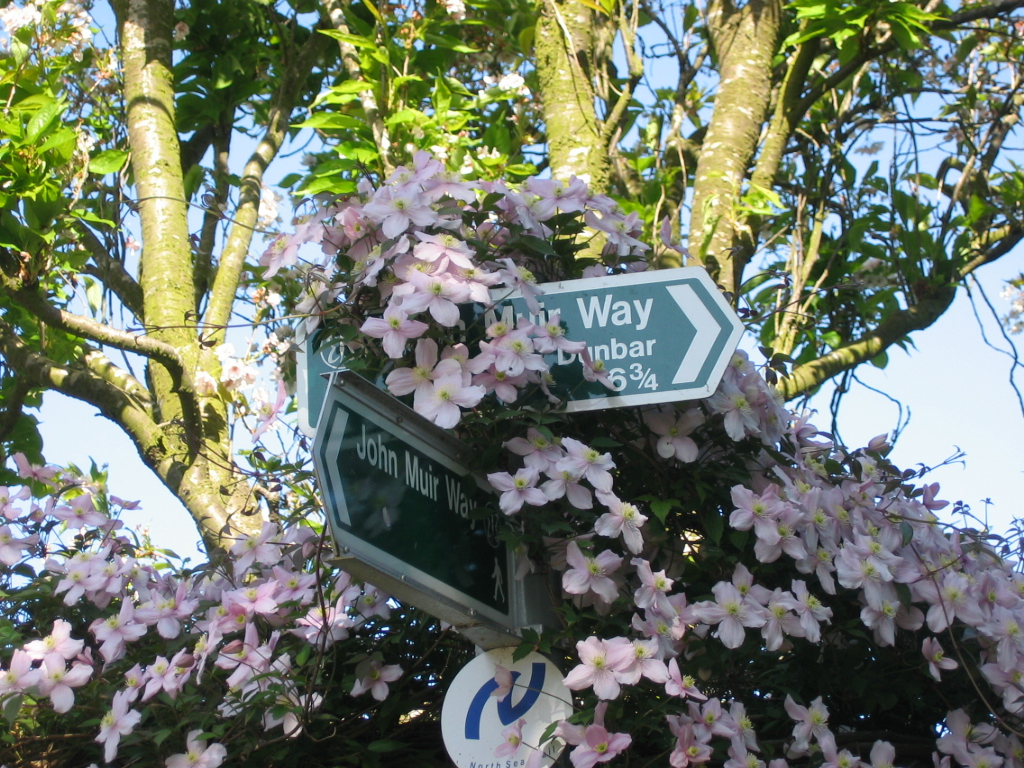
Dans l'East Lothian, panneaux directionnels pour la John Muir Way (en) et marquage fixé pour le sentier de la mer du Nord
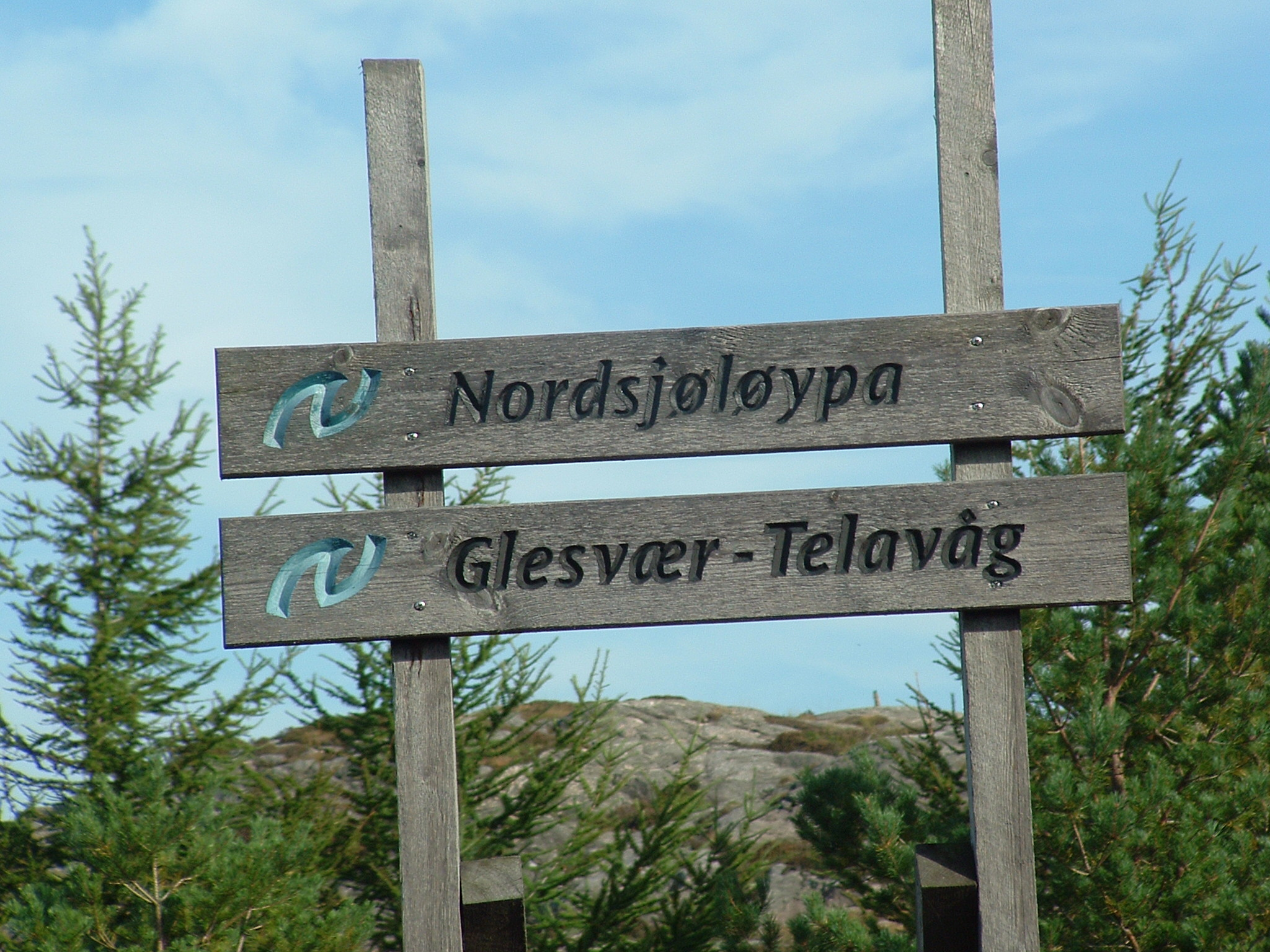
Panneaux directionnels à côté de Sotra pour le sentier de la mer du Nord